# Karl von Jendersky
Karl Rudolf Hermann von Jendersky (20. Juli 1835 in Galizien – 9. Mai 1886 in Prag) war ein deutscher Theaterschauspieler und -regisseur.

## Leben
Karl von Jendersky stammte aus einer polnischen Familie, die den Adel im Jahre 1683 durch ihre Vorfahren erhielt, als ein polnisches Entsatzheer unter Führung von König Jan Sobieski Wien von  der Belagerung durch die Türken befreite. Jendersky sollte Jurist werden und studierte in Leipzig. Während dieser Zeit entstand seine Begeisterung für Schauspielerei und machte auf der Laienbühne „Thalia“ die ersten Versuche.
Sein erstes Engagement fand er 1855 in Halle, dann fand man ihn in Stettin, Elbing, Rostock, Weimar, Oldenburg, Petersburg, Köln etc. Überall verhalfen ihm seine ansprechende Erscheinung, seine angenehme Stimme, vor allen Dingen aber das Talent des gewandten, geistvollen Darstellers im Helden- und Liebhaberfach zu beachtlichen Erfolgen. Einen ganz besonders geachteten Namen in der deutschen Theaterwelt erwarb er sich auf dem Gebiete der Regietätigkeit. So wirkte er als gewissenhafter Regisseur und beliebter Darsteller in Graz, hierauf mehrere Jahre hindurch auf amerikanischen Bühnen, am Nationaltheater in Berlin, vor allen Dingen jedoch als Oberregisseur am Hoftheater in Stuttgart (1874 bis 1879).
Über seine Tätigkeit, daselbst, die reformatorisch gewirkt zu haben schien, berichtet der Theaterhistoriograf Adolf Palm: „Jendersky sollte ausdrücklich auf jede fernere Tätigkeit als Darsteller verzichten und seine ganze Kraft der Regie widmen. An vielen norddeutschen, an russischen, ja selbst an amerikanischen Bühnen war Jendersky als Regisseur und tüchtiger Schauspieler bekannt.“
Seine Erfolge am württembergischen Hoftheater trugen ihm ehrenvolle Anträge ans Belle-Alliance-Theater in Berlin 1879 bis 1880, Stadttheater in Köln 1881 bis 1882, Stadttheater in Leipzig 1882 bis 1884, Theater in Moskau und schließlich an das Landestheater in Prag ein.
Anscheinend rüstig und kräftig, hielt sein Körper dennoch nicht allen Anstrengungen Stand. Bereits zu Ostern 1883 wurde er von einem Schlaganfall gerührt, von dem er sich allerdings vollständig erholte. Durch seine fortwährende Tätigkeit aber brachte er sein Leben dennoch in Gefahr. In Prag konstatierten die Ärzte einen Herzfehler. Seine eigenen Gesundheit nicht achtend, versah er seinen Dienst auf das Gewissenhafteste. Da traf ihn am 9. Mai 1886 der Herzschlag.

## Schüler (Auswahl)
- Albert Bozenhard